# 何志洪
何志洪（1909年—1978年），中华民国军事人物，中华民国陆军少将，是国民党情报系统密码、无线电权威。浙江象山人。兄国民党高级将领何志浩。

## 生平
生于大清宁波府象山县西周镇儒雅洋村。早年就学于上海，毕业于上海大同大学数理系。先后学习于上海三極無線電學校，南京中华民国陆军通讯兵学校，中華民國陸軍軍官學校。曾任黃埔軍校通訊電台無線電通訊官。
因无线电专长，被戴笠发掘，收入情报系统，抗日战争时期專門研究關於日本電訊密碼方面的工作。后历任國民政府軍事委員會国际问题研究所顾问，國民政府軍事委員會委員長侍從室机要组组长，东北剿匪总司令部（简称“東北剿總”）军电督导专员，联动总部通讯署技术组组长等职务。授少将军衔。
1949年，赴台湾。历任台湾中华民国国防部军中播音总队长，台湾中国广播事业协会理事长等职务。1978年，病逝于台北。